# Eho
Eho is een bestuurslaag in het regentschap Nias Selatan van de provincie Noord-Sumatra, Indonesië. Eho telt 791 inwoners (volkstelling 2010).